# Vojtěch Saudek
Vojtěch Saudek (11. února 1951, Praha – 13. září 2003, Villejuif, Francie) byl český skladatel vážné hudby a překladatel z angličtiny a němčiny.

## Život

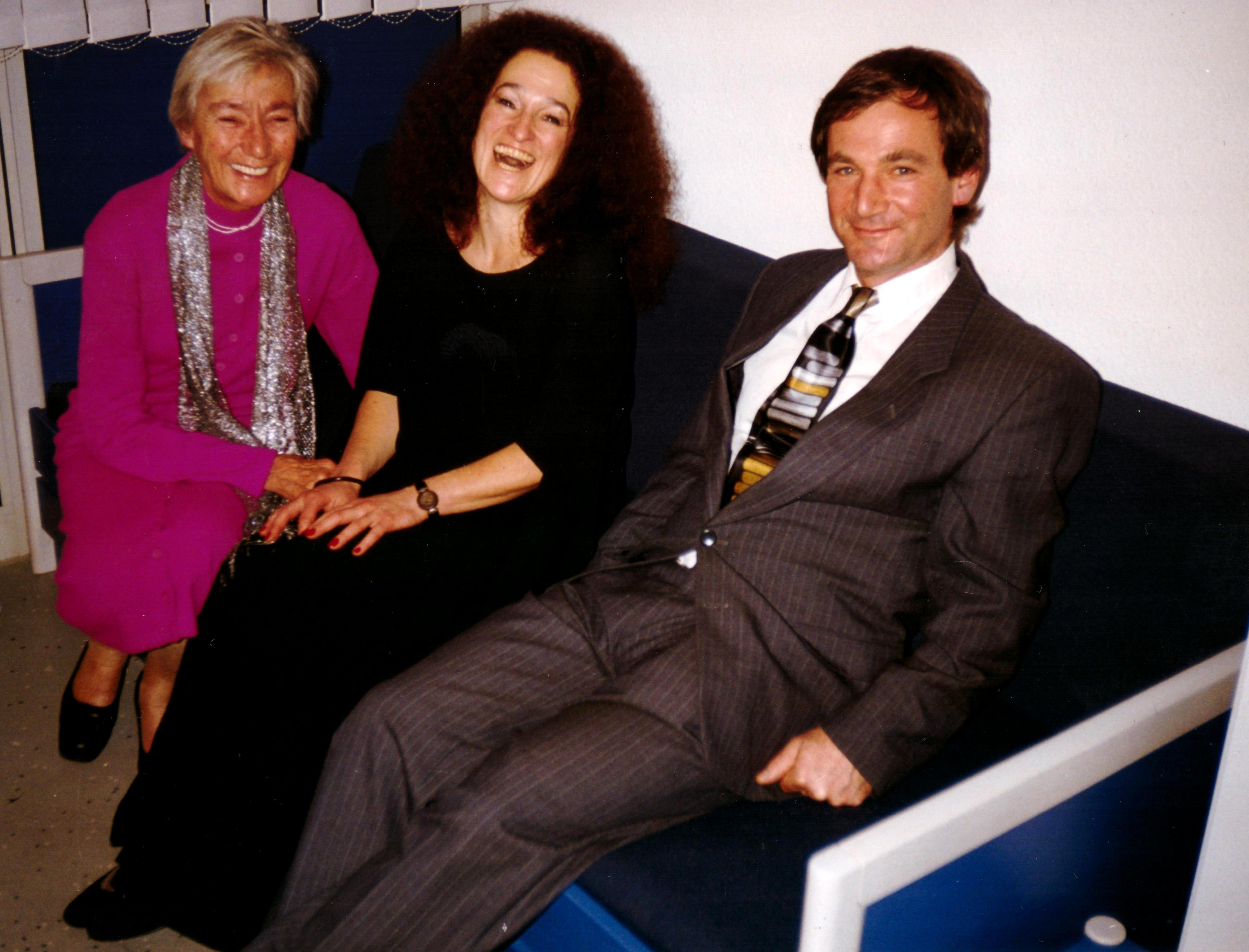
Vojtěch Saudek, Stephanie Haas, Věra Saudková (1988)

### Rodinné zázemí
Vojtěch Saudek se narodil 11. února 1951 v Praze do „překladatelské“ rodiny s příbuzenskými vazbami na Franze Kafku. Jeho otcem byl český překladatel Erik Adolf Saudek (1904–1963) (z angličtiny, němčiny a francouzštiny). Jeho matkou byla česká redaktorka (a překladatelka z němčiny do češtiny) Věra Saudková (1921–2015; rozená Davidová) – do roku 2014 poslední žijící neteř Franze Kafky. Matka Věra Saudková - babička Vojtěcha Saudka Ottilie Kafka-David, byla nejmladší sestrou Franze Kafky. Vojtěchův o rok starší bratr je vědecký pracovník a překladatel z francouzštiny Vladimír Saudek (* 12. února 1950). Vojtěchův syn Nathan je malíř.

### Studia
Vojtěch Saudek studoval od roku 1974 filologický obor angličtina–čeština na Filozofické fakultě Univerzity Karlovy v Praze. V letech 1977 až 1983 studoval hru na klavír u Anny Machové, dirigování u Jiřího Chvály a skladbu u Jiřího Dvořáčka Hudební fakultě AMU v Praze. Jeho diplomová práce byla věnována dílu Svatopluka Havelky. Od konce 70. let 20. století pobýval převážně v Paříži. Na Pařížské konzervatoři studoval klasickou skladbu u Guye Reibela a počítačovou kompozici a elektroakustickou skladbu u Tristana Murailla v pařížském IRCAMu.

### Zdroje a inspirace díla
Vojtěch Saudek byl znalcem života a díla Williama Shakespeara a Franze Kafky. V některých jejich dílech našel inspiraci pro svoji skladatelskou práci. V roce 1996 přeložil z němčiny do češtiny část Kafkovy korespondence – Dopisy Ottle a rodině, v roce 2005 pak pokračoval překladem další části Kafkových písemností – Dopisů rodině.
Za operu Memnon byl oceněn Českou hudební společností cenou Leoše Janáčka. Pro Festival de L'Ile-de-France vytvořil Saudek v roce 1986 kompozici Exkurzi do hor (pro 11 nástrojů, mezzosoprán, na text Franze Kafky), kterou úspěšně uvedl v premiéře Ensemble Camerata de Versailles. Saudek získal 2. cenu v ostravské soutěži „Generace“ za dílo Shakespearovy postavy. Za Symfonii získal v roce 1986 také druhou cenu v Soutěži mladých skladatelů Československé socialistické republiky. První cenu obdržel za Koncert pro klavír a orchestr In Memoriam Gideon Klein (Saudek je editorem díla Gideona Kleina). Výzkumy psa, objednané a často uváděné francouzským souborem L'Itinéraire, byly v roce 1990 součástí programu festivalu nové hudby Sienna.
Některá Saudkova díla premiérovala německá sopranistka Stephanie Haas.
Saudkovo skladatelské zaměření je v oblasti orchestrální, komorní, vokální a elektroakustické hudby. Měl zvláštní vztah k textům Shakespeara a Franze Kafky – otec Erik Adolf Saudek byl překladatelem Shakespearových děl do češtiny. MatkaVojtěcha Saudka Věra Saudková byla Kafkova neteř (dcera Ottilie Kafka-David - nejmladší dcery Franze Kafky).
Vojtěch Saudek podlehl 13. září 2003 navrátivšímu se rakovinovému onemocnění, které již jednou v druhé polovině devadesátých let překonal.

## Dílo
Orchestrální díla
- Symfonietta pro orchestr (1980)
- Sinfonia (1982)
- Koncert pro klavír a orchestr Památce Gideona Kleina (1985)
- Concertino pro dvě trubky, dřevěné dechové a bicí nástroje (1998)
- Fantazie pro housle a komorní orchestr (1981)

Jevištní díla
- Memnon neboli Lidská moudrost na motivy Voltairovy povídky. Komorní opera (1987)
- Diptyque Aristophane-les Acharniens / Lysistrata, divadelní muzikál (1993)
- Ošklivé káčátko podle pohádky Hanse Christiana Andersena, dětská opera (1994)
- Sappho, divadelní muzikál (1996)
- Heath Bride, muzikál Spectacle podle A. Stramma (1999)

Vokální hudba
- Co nemine Inscenace a zpěv s texty Williama Shakespeara, pro soprán a orchestr (1981)
- Shakespearovy postavy pro mezzosoprán a klavír (1983). EN 1993 od Stephanie Haas a Susan Wenckus
- Exkurze do hor pro 11 nástrojů, mezzosoprán a mluvený hlas s texty Franze Kafky (1986)

Komorní hudba
- Fantasie pro flétnu a klavír (1982)
- Concertino pro flétnu a smyčcové kvarteto (1983)
- Kvintet pro klarinet, housle, violu, violoncello a syntezátor DX7II (1988)
- Ukolébavka pro klarinet, housle a klavír (1989)
- Arc-en-ciel a quatre voix pro balet, zpěváka a live electronics (1990)
- Výzkumy psa pro housle a elektroakustické nástroje (1990)
- Smyčcový kvartet č. 2 (1990)
- Společenství padouchů – kantáta pro mezzosoprán a komorní orchestr na texty Franze Kafky a Ottly Davidové-Kafky (1994). UA od Ensemble 2e2m, DE 1997 od Stephanie Haas a Ensemble sur scène.
- Trio pro housle, violu a violoncello (1997)
- Velká Lalula a další šibeniční písně podle Cheistiana Morgensterna pro mezzosoprán a perkuse (1999) (UA 1999 Stephanie a Christoph Haas)
- Elegie pro violoncello a syntezátor DX 7 II
- Celý svět pro sólový hlas (2001)

## Překlady
- PERRAULT, Ernest G. (1922-2010). Exploze. Překlad z angličtiny: Vojtěch Saudek. 1. vydání Praha: Svoboda, 1978. 267 stran; Omnia.[5][7]
- KAFKA, Franz. Dopisy Ottle a rodině. Překlad z němčiny: Vojtěch Saudek. Vydání 1. Praha: Aurora, 1996; 165 stran, + 10 stran portrétů; ISBN 80-85974-08-8.[5]
- KAFKA, Franz. Dopisy rodině. Překlad z němčiny: Vojtěch Saudek. Vydání v tomto celku 1. Praha: Nakladatelství Franze Kafky, 2005; 378 stran; Dílo Franze Kafky; svazek 10. ISBN 80-85844-68-0.[5][8]

## Galerie

Rodina Kafkova
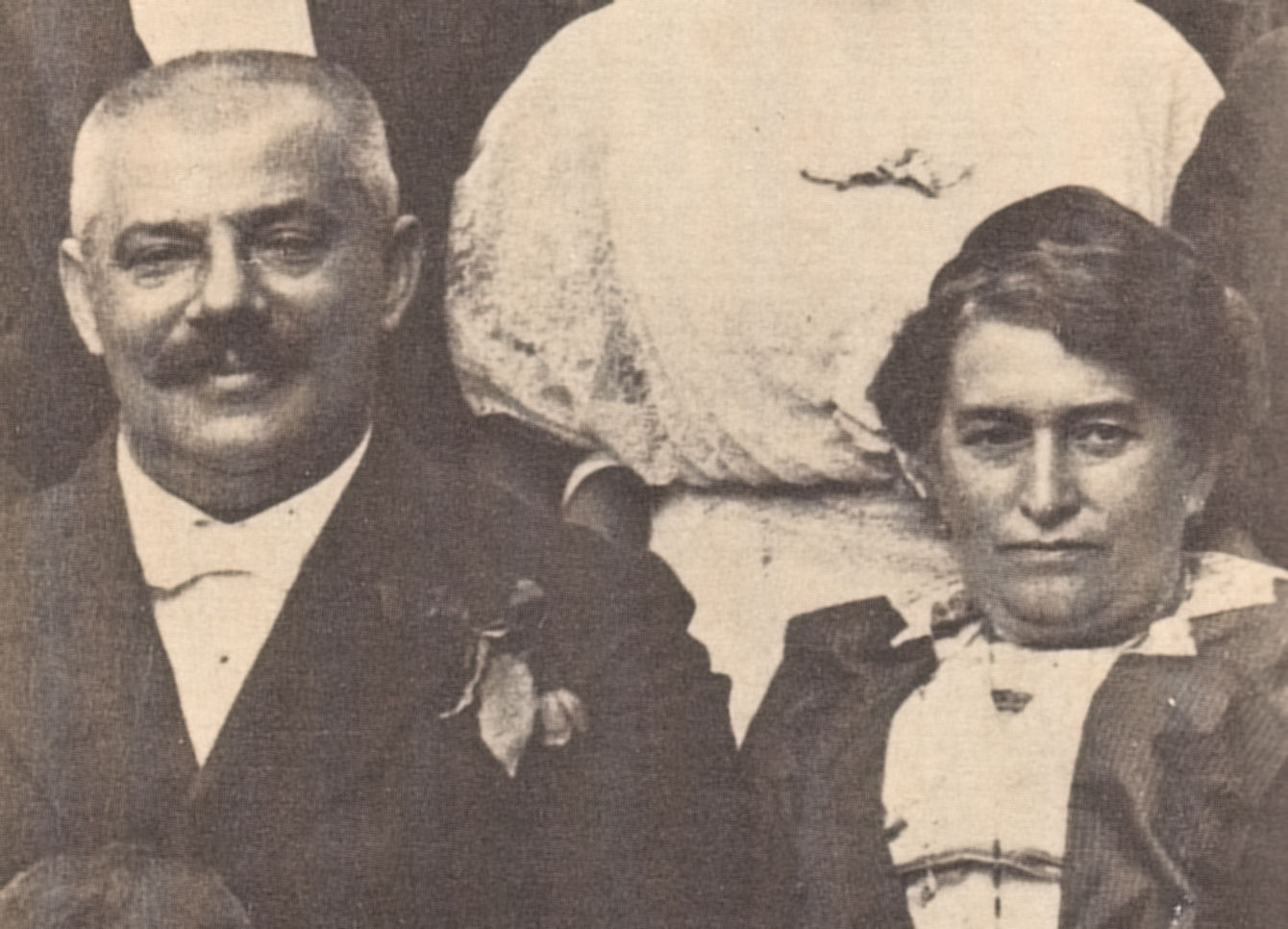
Rodiče Franze Kafky (kolem roku 1913): Hermann Kafka a Julie Kafka
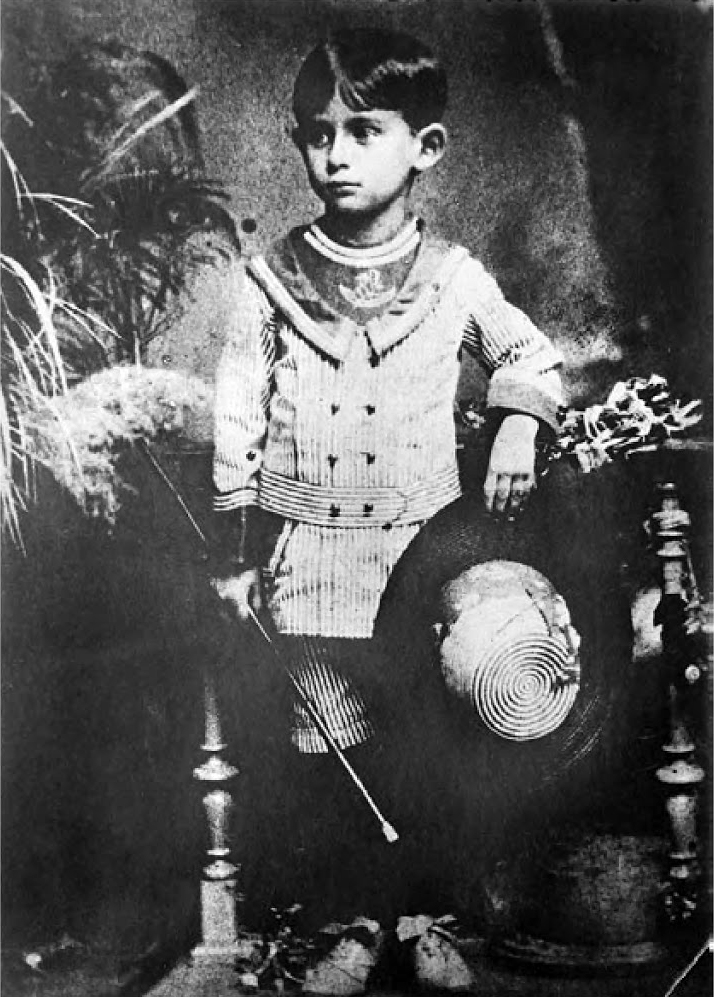
Mladý Franz Kafka (kolem roku 1888)
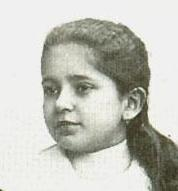
Kafkova sestra: Gabriele Kafka („Ellie“) (kolem roku 1898)
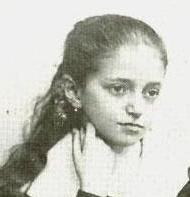
Kafkova Sestra: Valerie Kafka („Valli“) (kolem roku 1898)
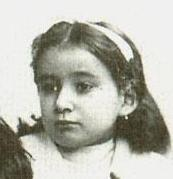
Kafkova sestra: Otilie Kafka („Ottla“) (kolem roku 1898)
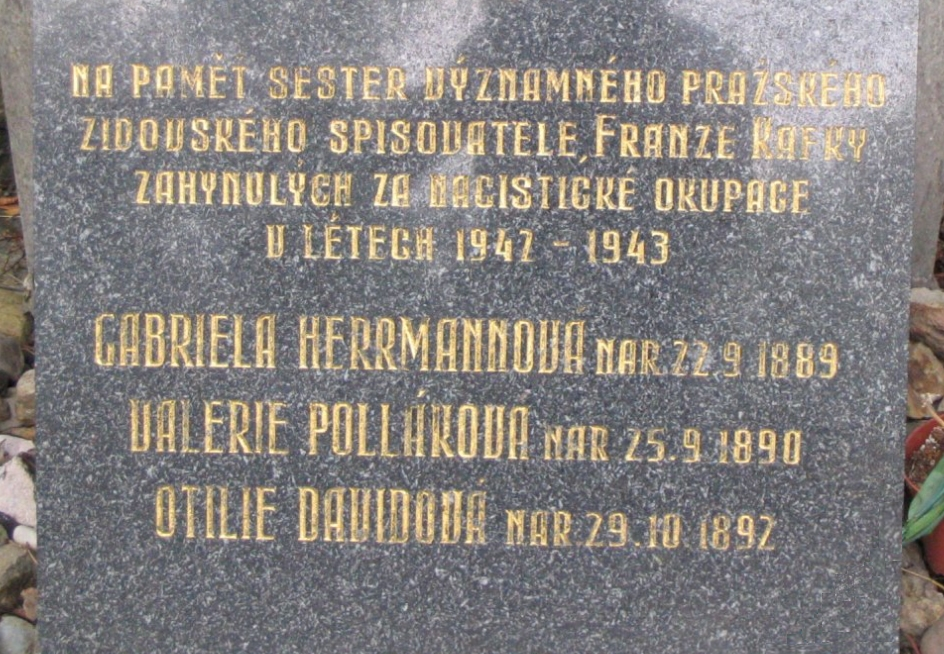
Pamětní deska tří Kafkových sester na Novém židovském hřbitově v Praze
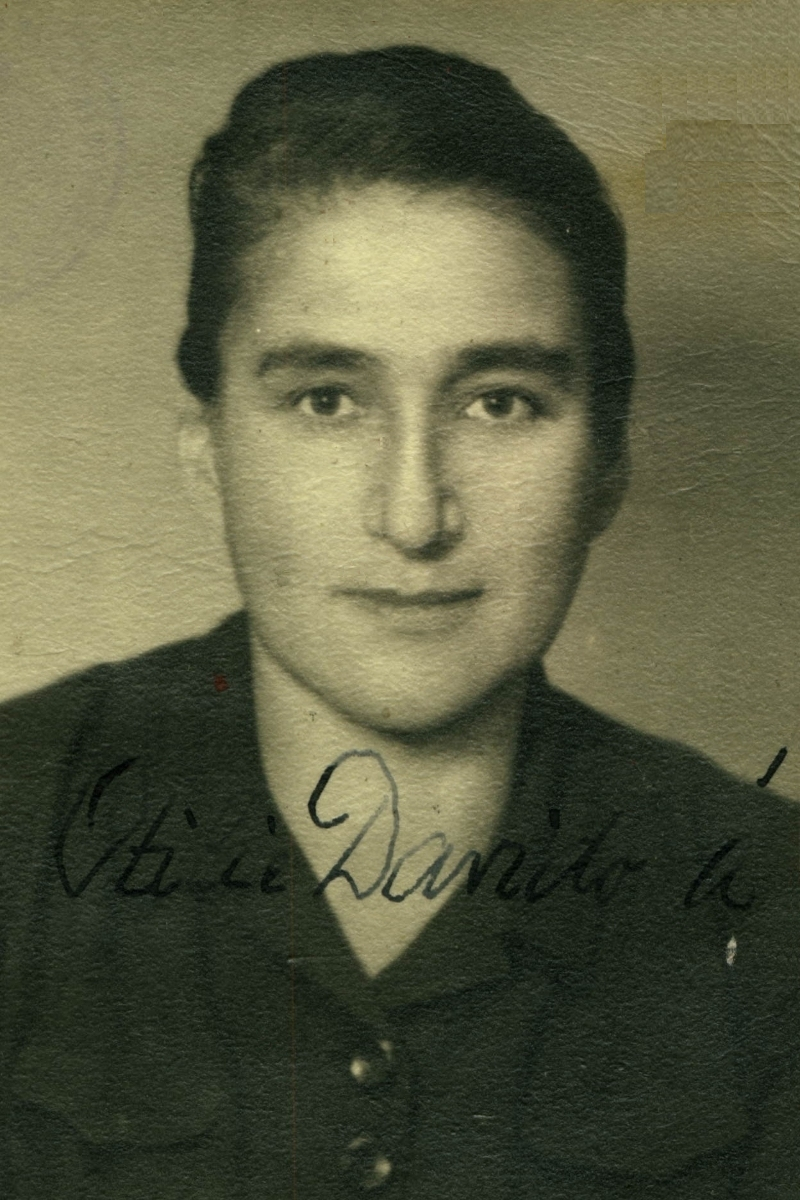
Ottla Kafková, nejmladší ze tří sester spisovatele Franze Kafky (říjen 1941)
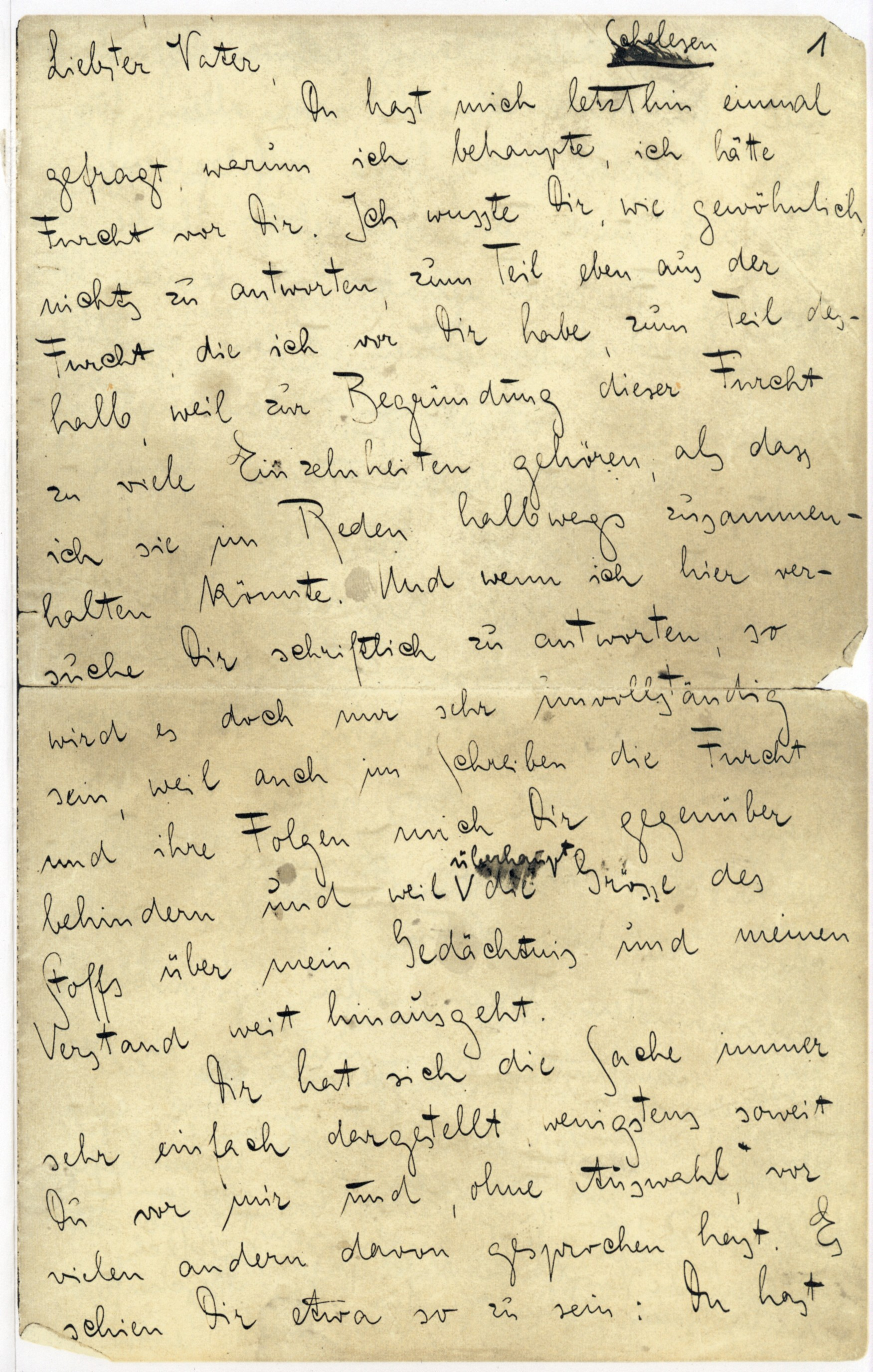
Dopis Franze Kafky adresovaný jeho otci (faksimile rukopisu z roku 1918 vydaná roku 1994)